# Liste der Einträge im National Register of Historic Places im Pope County (Illinois)

Lage des Pope County in Illinois

Die Liste der Einträge im National Register of Historic Places im Pope County in Illinois führt die Bauwerke und historischen Stätten im Pope County auf, die in das National Register of Historic Places aufgenommen wurden.

## Legende
| NRHP | Historic Place    |
| HD   | Historic District |

## Aktuelle Einträge
| [ 2 ] | Name                       | Bild                       | Eintragsdatum        | Lage                                                                                 | Ort       | Beschreibung                                                                            |
| ----- | -------------------------- | -------------------------- | -------------------- | ------------------------------------------------------------------------------------ | --------- | --------------------------------------------------------------------------------------- |
| 1     | Golconda Historic District | Golconda Historic District | 1976 ID-Nr. 76000726 | IL 146 37° 22′ 25″ N, 88° 29′ 4″ W                                                   | Golconda  |                                                                                         |
| 2     | Kincaid Site               | Kincaid Site               | 1966 ID-Nr. 66000326 | Newcut Road 37° 4′ 53″ N, 88° 29′ 22″ W                                              | Brookport | Die Stätte befindet sich beiderseits der Grenze zwischen dem Pope und dem Massac County |
| 3     | Millstone Bluff            | Millstone Bluff            | 1973 ID-Nr. 73000716 | Abseits der IL 147 innerhalb des Shawnee National Forest 37° 28′ 5″ N, 88° 41′ 19″ W | Glendale  |                                                                                         |